# 9897 Malerba
9897 Malerba eller 1996 CX7 är en asteroid i huvudbältet som upptäcktes den 14 februari 1996 av de båda italienska astronomerna Ulisse Munari och Maura Tombelli vid Cima Ekar-observatoriet. Den är uppkallad efter den italienska astronauten Franco Malerba.
Asteroiden har en diameter på ungefär 3 kilometer.